# Higher Love
Singles de Steve Winwood
Your Silence is Your Song
(1982) Freedom Overspill
(1986)
Higher Love est une chanson interprétée par le chanteur britannique Steve Winwood qu'il a écrite et composée avec Will Jennings. Sortie en single le 20 juin 1986, elle est extraite de l'album Back in the High Life (en).
Elle se classe en tête du Billboard Hot 100 et du hit-parade au Canada et connaît le succès dans plusieurs pays.
La chanteuse américaine Chaka Khan participe à l'enregistrement dans les chœurs.
Higher Love a également eu les honneurs des hit-parades avec les reprises de James Vincent McMorrow en 2011, de Tyler James (en) en 2012 et de Kygo en 2019 qui a retravaillé la version de Whitney Houston sortie tout d'abord en 1990.

## Distinctions
En 1987, Higher Love remporte le Grammy Award de l'enregistrement de l'année, est nommée pour le Grammy Award de la chanson de l'année et permet à Steve Winwood de gagner le Grammy Award du meilleur chanteur pop.

## Classements hebdomadaires
| Classement (1986)                         | Meilleure position |
| ----------------------------------------- | ------------------ |
| Afrique du Sud (Springbok Radio)          | 17                 |
| Allemagne (GfK Entertainment)             | 49                 |
| Australie (Kent Music Report)             | 8                  |
| Belgique (Flandre Ultratop 50 Singles)    | 31                 |
| Canada (RPM RPM 100 Singles)              | 1                  |
| Canada (RPM Adult Contemporary)           | 7                  |
| États-Unis (Billboard Hot 100)            | 1                  |
| États-Unis (Adult Contemporary)           | 7                  |
| États-Unis (Mainstream Rock Tracks chart) | 1                  |
| Irlande (IRMA)                            | 11                 |
| Italie (FIMI)                             | 41                 |
| Nouvelle-Zélande (RMNZ)                   | 11                 |
| Pays-Bas (Nederlandse Top 40)             | 24                 |
| Pays-Bas (Single Top 100)                 | 26                 |
| Royaume-Uni (UK Singles Chart)            | 13                 |

## Certifications
| Pays                    | Certification | Unités certifiées |
| ----------------------- | ------------- | ----------------- |
| Nouvelle-Zélande (RMNZ) | Or            | 15 000            |
| Royaume-Uni (BPI)       | Or            | 400 000           |

## Reprises
Whitney Houston a enregistré une version de la chanson qui apparaît sur l'édition japonaise de son album I'm Your Baby Tonight sorti en 1990. En juin 2019, le producteur norvégien Kygo modifie cette reprise pour la transformer en une chanson tropical house qui obtient un succès international.
Les reprises de James Vincent McMorrow en 2011 et de Tyler James (en) en 2012 ont connu le succès au Royaume-Uni en Irlande ou en Australie.

### Version de James Vincent McMorrow
Le chanteur irlandais James Vincent McMorrow reprend Higher Love et la sort en single extrait du EP We Don't Eat sorti en 2011.
Classements hebdomadaires
| Classement (2011-2012)         | Meilleure position |
| ------------------------------ | ------------------ |
| Australie (ARIA)               | 35                 |
| Irlande (IRMA)                 | 4                  |
| Royaume-Uni (UK Singles Chart) | 21                 |

Certifications
| Pays                    | Certification | Unités certifiées |
| ----------------------- | ------------- | ----------------- |
| Nouvelle-Zélande (RMNZ) | Or            | 15 000            |
| Royaume-Uni (BPI)       | Or            | 400 000           |

### Version de Tyler James
En 2012, le chanteur anglais Tyler James, finaliste du télé-crochet The Voice UK cette année-là, enregistre Higher Love sur son album A Place I Go. La chanson se classe dans le UK Singles Chart.
Classement hebdomadaire
| Classement (2012)              | Meilleure position |
| ------------------------------ | ------------------ |
| Royaume-Uni (UK Singles Chart) | 39                 |

### Version de Kygo et Whitney Houston
Singles de Kygo
Kem kan eg ringe
(2019) Family
(2019)
Singles par Whitney Houston
Memories
(2016) Do You Hear What I Hear?
(2019)
Une reprise de Higher Love est sortie en single le 28 juin 2019 par le producteur et auteur-compositeur norvégien Kygo avec la participation de la chanteuse américaine Whitney Houston.
La reprise de Whitney Houston de Higher Love, enregistrée en 1989, figurait à l'origine sur l'édition japonaise de son album I'm Your Baby Tonight sorti en 1990. Cette version du titre est produite par le musicien américain Narada Michael Walden. Il est ainsi crédité en tant que producteur de Higher Love aux côtés de Kygo.

#### Classements et certifications

##### Classements hebdomadaires
| Classement (2019)                           | Meilleure position |
| ------------------------------------------- | ------------------ |
| Allemagne (GfK Entertainment)               | 22                 |
| Australie (ARIA)                            | 20                 |
| Autriche (Ö3 Austria Top 40)                | 20                 |
| Belgique (Flandre Ultratop 50 Singles)      | 4                  |
| Belgique (Flandre Ultratop 50 Airplay)      | 1                  |
| Belgique (Flandre Ultratop 50 Dance)        | 4                  |
| Belgique (Wallonie Ultratop 50 Singles)     | 12                 |
| Belgique (Wallonie Ultratop 50 Airplay)     | 13                 |
| Belgique (Wallonie Ultratop 50 Dance)       | 2                  |
| Canada (Hot 100)                            | 22                 |
| Canada (CHR/Top 40)                         | 47                 |
| Canada (Hot AC)                             | 13                 |
| Chine Airplay/FL (Billboard)                | 16                 |
| Croatie (HRT)                               | 2                  |
| Danemark (Tracklisten)                      | 28                 |
| Écosse (OCC)                                | 1                  |
| Estonie (Eesti Ekspress)                    | 23                 |
| États-Unis (Hot 100)                        | 63                 |
| États-Unis (Adult Contemporary)             | 9                  |
| États-Unis (Adult Pop Songs)                | 12                 |
| États-Unis (Digital Songs)                  | 4                  |
| États-Unis (Dance Club Songs)               | 1                  |
| États-Unis (Hot Dance/Electronic Songs)     | 2                  |
| États-Unis (Dance/Electronic Digital Songs) | 1                  |
| États-Unis Rolling Stone Top 100            | 26                 |
| France (SNEP)                               | 71                 |
| France (SNEP Ventes)                        | 26                 |
| France (SNEP Radio)                         | 19                 |
| France (SNEP Streaming)                     | 86                 |
| France (SNEP Téléchargement)                | 26                 |
| Grèce International Digital (IFPI Greece)   | 35                 |
| Hongrie (Single Top 40)                     | 9                  |
| Hongrie (Stream Top 40)                     | 19                 |
| Irlande (IRMA)                              | 4                  |
| Israël (Media Forest)                       | 3                  |
| Lettonie (Latvijas Top 40)                  | 3                  |
| Malte (Bay's Top 40)                        | 1                  |
| Nouvelle-Zélande (RMNZ)                     | 26                 |
| Norvège (VG-lista)                          | 2                  |
| Pays-Bas (Nederlandse Top 40)               | 7                  |
| Pays-Bas (Single Top 100)                   | 27                 |
| Pologne (Airplay 100)                       | 51                 |
| Portugal (AFP)                              | 93                 |
| République tchèque (Rádio Top 100)          | 2                  |
| Tchéquie (IFPI Singles Digitál)             | 18                 |
| Roumanie (Airplay 100)                      | 25                 |
| Royaume-Uni (UK Singles Chart)              | 2                  |
| Slovaquie (IFPI Rádio)                      | 20                 |
| Slovaquie (Rádio Top 100)                   | 3                  |
| Slovaquie (Singles Digitál Top 100)         | 13                 |
| Slovénie (SloTop50)                         | 2                  |
| Suède (Sverigetopplistan)                   | 9                  |
| Suisse (Schweizer Hitparade)                | 10                 |
| Suisse (Charts Romandie)                    | 10                 |

##### Certifications
| Région                                                                                                 | Certification | Ventes/Streams                  |
| --- | ------------- | ------------------------------- |
| Allemagne (BVMI)                                                                                       | Platine       | 400 000                         |
| Australie (ARIA)                                                                                       | 3 × Platine   | 210 000^                        |
| Autriche (IFPI)                                                                                        | Platine       | 30 000                          |
| Belgique (BEA)                                                                                         | Platine       | 40 000                          |
| Canada (Music Canada)                                                                                  | 2 × Platine   | 160 000                         |
| Danemark (IFPI)                                                                                        | 2 × Platine   | 180 000                         |
| Espagne (Promusicae)                                                                                   | Platine       | 60 000                          |
| États-Unis (RIAA)                                                                                      | 3 × Platine   | 3 000 000                       |
| France (SNEP)                                                                                          | Platine       | 30 000 000 d'équivalent streams |
| Italie (FIMI)                                                                                          | Platine       | 100 000                         |
| Mexique (AMPROFON)                                                                                     | Platine       | 60 000                          |
| Nouvelle-Zélande (RMNZ)                                                                                | 3 × Platine   | 90 000                          |
| Pologne (ZPAV)                                                                                         | 2 × Platine   | 40 000                          |
| Royaume-Uni (BPI)                                                                                      | 3 × Platine   | 1 800 000                       |
| Suisse (IFPI)                                                                                          | Platine       | 20 000                          |
| *Ventes selon la certification ^Mise en rayon selon la certification xNon précisé par la certification |               |                                 |